# Husky Computers Limited Hawk
Husky Computers Limited Hawk (Hawk) је професионални рачунар фирме Husky Computers Limited који је почео да се производи у Уједињеном Краљевству током 1987. године.
Користио је HD64B180 CMOS побољшана верзија процесора Z80 микропроцесорску јединицу а RAM меморија рачунара је имала капацитет од 352 KB. 
Као оперативни систем кориштен је DEMOS - CP/M 2.2 компатибилан.

## Детаљни подаци
Детаљнији подаци о рачунару Hawk су дати у табели испод.
|                       |                                                     |
| [ 1 ]                 |                                                     |
| Произвођач            |                                                     |
| Тип                   | професионални рачунар                               |
| Меморија              | 352 KB                                              |
| Поријекло             | Уједињено Краљевство                                |
| Година                | 1987                                                |
| Тастатура             | 68 тастера                                          |
| Процесор              | побољшана верзија процесора                         |
| Фреквенција процесора | 6.144                                               |
| RAM                   | 352 KB                                              |
| ROM                   | 96 + 32 кориснички програми                         |
| Текст                 | 40 знакова x 8 линија, монитор са текућим кристалом |
| Графика               | 240 x 64 тачака                                     |
| Боја                  | једна боја                                          |
| Звук                  | мали звучник (4 октаве)                             |
| Димензије             | 21,6 (ширина) x 15,25 (дубина) x 2 (висина) / 0,8   |
| Портови               |                                                     |
| Оперативни систем     | 2.2 компатибилан                                    |